# Spantik
Le Spantik (d'après son nom en balti), ou Golden Peak, est un sommet des montagnes Spantik-Sosbun, au sein de la chaîne du Karakoram dans le Nord du Pakistan, plus précisément dans le district de Nagar au Gilgit-Baltistan.
Culminant à 7 027 mètres d'altitude, sa face nord-ouest surnommée Golden Pillar est connue pour sa difficulté d'ascension.

## Première ascension
La première tentative d'ascension est faite par William Hunter Workman et sa femme Fanny Bullock Workman en 1903, qui nomment le sommet Pyramid Peak. William Hunter Workman s'arrête à environ 300 mètres sous le sommet, à une altitude qu'il estime à 23 964 pieds (7 309 m), pour laquelle il revendique en 1905 le record d'altitude en alpinisme (le sommet du Spantik n'est en fait qu'à 7 027 m d'altitude).
Le sommet est atteint en 1955 par Reiner Diepen, Eduard Reinhardt et Jochen Tietze lors d'une expédition allemande menée par Karl Kramer.

## Le Golden Pillar

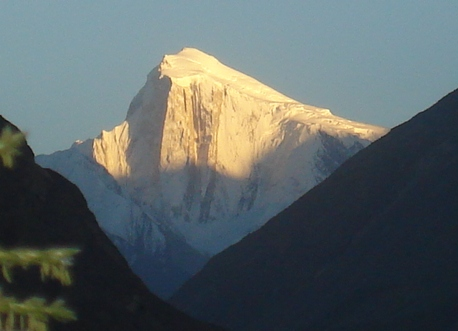
Le Golden Pillar du Spantik

Du 5 au 11 août 1987, les Britanniques Mick Fowler et Victor Saunders, réussissent en style alpin le Golden Pillar en face nord-ouest. Par son esthétique, sa difficulté et le style dans lequel elle a été gravie, c'est l'une des voies de référence présentées dans l'ouvrage d'Andy Fanshawe et Stephen Venables : L'Himalaya en style alpin : les plus belles voies du toit du monde (1996). La voie fait 2 000 m de haut dont 1 100 m et quarante longueurs sur le pilier lui-même.
La voie britannique a été répétée en 2000, en cinq jours, par les Français Emmanuel Guy et Emmanuel Pellissier, le Hongrois Attila Osvath et le Slovène Marko Prezelj. Dans le même temps les russes Mikhail Davy et Alexandre Klenov ont ouvert en 11 jours, une autre voie sur la gauche du pilier, avec des difficultés 7a, A3 et 95°.
En 2009, les Japonais Kazuaki Amano, Fumitaka Ichimura et Yusuke Sato ont fait la troisième ascension de la voie britannique, en quatre jours, après avoir tenté une nouvelle voie dans la face à droite du pilier.